# Ri Myong-su
Ri Myong-su (tiếng Hàn Quốc: 리명수; sinh năm 1937) là một sĩ quan cấp cao trong Quân đội Nhân dân Triều Tiên, mang quân hàm Phó nguyên soái. Ông hiện là Ủy viên Bộ Chính trị, Ủy viên Ủy ban Quân sự Trung ương, Tổng Tham mưu trưởng Quân đội Nhân dân Triều Tiên. Ông là Tổng Tham mưu trưởng thứ năm kể từ khi ông Kim Jong-un lên nắm quyền vào năm 2011.

## Tiểu sử
Ri Myong-su sinh năm 1937 tại Myongchon, tỉnh Hamgyong Bắc. Năm sinh của ông hiện còn đang có tranh cãi, với các thông tin chính thức nói ông sinh năm 1934 (có nghĩa ông 82 tuổi), trong khi có các thông tin khác nói rằng ông có thể sinh năm 1937 hoặc 1938. Ông từng là một trong ba phụ tá hàng đầu của cố lãnh đạo Kim Jong-il và có kiến thức uyên sâu về công nghệ tên lửa, theo giáo sư Yang Moo-jin thuộc Đại học Nghiên cứu Bắc Triều Tiên ở Seoul.
Năm 1992, Ri Myong-Su được phong quân hàm Trung tướng.
Tháng 2 năm 1993, ông đảm nhiệm chức vụ Tham mưu trưởng Quân đoàn 3; sau thăng chức Tư lệnh Quân đoàn 5. Năm 1995, thăng quân hàm Thượng tướng.
Tháng 11 năm 1996, nhậm chức Phó Tổng Tham mưu trưởng Bộ Tổng Tham mưu.
Tháng 4 năm 1997, nhậm chức Cục trưởng Cục Tác chiến, Bộ Tổng Tham mưu. Tháng 10 năm 2000, thụ phong quân hàm Đại tướng.
Năm 2007, nhậm chức Cục trưởng Hành chính Ủy ban Quốc phòng Triều Tiên. Năm 2010, ông bị giáng cấp từ Đại tướng thành Thượng tướng.
Tháng 5 năm 2011, nhậm chức Bộ trưởng Bộ Bảo vệ An ninh Nhân dân Triều Tiên và giữ chức vụ này cho tới khi Kim Jong-un chỉ định Choe Pu-il vào chức Bộ trưởng An ninh Nhân dân thay thế ông vào tháng 2 năm 2013.
Tháng 4 năm 2012, ông được bầu làm Ủy viên Ủy ban Quân sự Trung ương Đảng Lao động Triều Tiên.
Ngày 21 tháng 2 năm 2016, Truyền thông nhà nước Triều Tiên chính thức xác nhận thông tin tướng Ri Myong-su là tân Tổng Tham mưu trưởng của Quân đội Nhân dân Triều Tiên sau khi tình báo Hàn Quốc khẳng định người tiền nhiệm của ông là tướng Ri Yong-gil đã bị xử tử hồi đầu tháng 2 vì tham nhũng và lập đảng chính trị riêng, tuy nhiên, những thông tin mà tình báo Hàn Quốc công bố chưa hề được kiểm chứng và Triều Tiên cũng không đưa ra xác nhận nào vào thời điểm đó.
Ngày 14 tháng 4 năm 2016, Hãng Thông tấn Trung ương Triều Tiên (KCNA) cho biết Triều Tiên đã thăng cấp cho Đại tướng Ri Myong-su, Tổng Tham mưu trưởng Quân đội Nhân dân Triều Tiên (KPA), lên thành Phó nguyên soái.
Ngày 9 tháng 5 năm 2016, Ban Chấp hành Trung ương Đảng Lao động Triều Tiên khóa VII đã bầu tướng Ri Myong-su giữ chức Ủy viên Bộ Chính trị.